# Lacoste & Battman

Een Lacoste & Battman uit 1904

Lacoste et Battman was een Franse producent van motorfietsen en auto's uit Levallois.
De producten ook verkocht als Napoleon en Speedwell. De auto werd ook geproduceerd in licentie door onder andere Gamage en Speedwell & Jackson. De fabrikant gebruikte 6 pk De Dion of 7 pk Aster motoren. Productie was van 1897 tot 1913. Na de Eerste Wereldoorlog kwam het niet terug.